# 沼津ストーカー殺人事件
沼津ストーカー殺人事件（ぬまづストーカーさつじんじけん）は、2000年（平成12年）4月19日、静岡県沼津市高島町の、東海旅客鉄道（JR東海）東海道線沼津駅北口の「沼津駅北口第2自転車駐車場」で発生した殺人事件。男H・H（当時27歳）が、元交際相手の女子高生A（当時17歳）へのストーカー行為を繰り返した末に、通学途中のAを駐輪場近くで待ち伏せ、再び交際を迫ったが、「出会わなければ良かった」と言われたことに逆上し、用意していた包丁で顔や胸など、約30ヶ所を滅多刺しにして殺害した。
男Hは前科2犯があり、1992年（平成4年）に19歳の少女を待ち伏せして刺し殺そうとする殺人未遂事件を起こしたほか、1997年（平成9年）にも東京都で、女性の首に包丁を押し当てて交際を迫った暴力行為法違反容疑で逮捕され、2件ともに実刑判決を受けていた。こうした前科も勘案され、検察側は被告人Hに死刑を求刑したが、2004年（平成16年）1月29日、静岡地方裁判所沼津支部は、計画性がないと判断したこと、境界性人格障害の影響を認めたことなどから死刑を回避し、無期懲役判決を言い渡した。2005年（平成17年）12月22日、東京高等裁判所も検察側の控訴を棄却して一審判決を支持し、2006年（平成18年）1月、Hの無期懲役が確定した。
前年に発生した桶川ストーカー殺人事件などを受け、ストーカー規制法が成立する1ヶ月前の事件であったため、社会に衝撃を与え、同法の成立を加速させる契機となった。また、同事件を受け、静岡県内では29の警察署に生活安全相談所が開設され、全国で初めて、ストーカー対策の専門相談員が署に配置されるなど、ストーカー対策が進められた。『読売新聞』静岡版による2000年の「県内10大ニュース」では第4位（211票）に選出され、『静岡新聞』の「2000年重大ニュース」にも選出されている。
沼津女子高生刺殺事件、沼津女子高生殺人事件、沼津女子高生ストーカー殺人事件とも呼称される。

## 犯人H
本事件の犯人（加害者）である男H・H（事件当時27歳／無職）は、1972年（昭和47年）8月9日生まれ（現在52歳）。本籍地は岩手県二戸市。実家は静岡県裾野市伊豆島田の、被害者Aが通っていた日本大学三島高等学校から北へ3.4キロメートルの県道沿いの蕎麦屋。事件当時の住所は東京都新宿区中落合三丁目だが、事件の前月には実家へ戻っていた。両親と姉2人の5人家族で、事件当時は姉の1人が嫁いでいたため、4人暮らしだった。

### 生い立ち
Hは電気工事店を営む両親のもと、長男として出生した。小学校時代はソフトボール部に所属し、明るく元気な性格だった。背が高くハンサムで、女子に人気があったという。一方で、別れ話を持ち出されるとすぐに「キレる」性格でもあった。
高校は、静岡県東部の私立高校に進学した。1年時は学級委員を務め、「明るく素直な性格。ユーモアもあり、みんなの人気者」と担任教諭から高い評価を受けており、4年制大学への進学を希望していた。しかし2年時、父親が三島市で開いていた電気関係の店舗を閉店し、裾野市で蕎麦屋を開業。これに伴い、Hも裾野市へ転居することとなった。同時期から欠席が増えるようになり、2年時には、欠席数が1年時の10日から40日に増え、学校側はHが、転居や転業などの生活環境の変化の中で、悩みを抱えていたことを把握している。その後、3年に進学したものの1日も登校せず、親が自主退学届を提出して、1990年（平成2年）5月11日付で退学した。
高校中退後、Hは配管工や作業員などの職を転々としている。また、退学のころから、激昂しやすい性格が表面化し、近隣住民にゴミ捨て場の使い方を注意されると罵声を浴びせたり、迷惑駐車を注意されると「殺すぞ」と家へ怒鳴り込んだりするようになった。親子喧嘩も激しく、1992年（平成4年）5月、自身の女性問題を原因として父親に暴行を加え、家庭裁判所で保護観察処分を受けた。そして事件前年の1999年秋にも、Hに追い掛け回された父親が、近くの店へ逃げ込むという出来事があった。

### 前科2犯

#### 殺人未遂事件
Hは、1992年（平成4年）1月ごろから、被害者である少女X（当時19歳／沼津市在住）と交際関係にあり、多額の金銭的援助を行っていたが、やがてXから避けられるようになった。XはHについて知人に、「普段はやさしいけど、キレやすくて怖い」と語っていた。
そこでHは、1992年9月11日18時ごろ、沼津市立病院（沼津市東椎路）に入院しているXの妹を訪ねて待ち伏せし、見舞いにやってきたXを、4階中央踊り場附近に連れ出した。その場所でHは、Xが他の男性との交際を隠していたことに関して話を聞き出そうとしたが、Xがふて腐れた態度で非を認めなかったため、逆上し、脅すつもりで持参した文化包丁（刃渡り17.3センチ）で、Xの胸部等を多数回突き刺した。
犯行後、Hは自身の乗用車で沼津警察署へと「人を殺した」として自首し、19時40分ごろ、殺人未遂の容疑で逮捕された。Xは血まみれになっているところを看護婦に発見され、病院で手当てを受けたが、当時は意識不明の重体だった。その後、一命を取り留めたものの、入院加療約47日間を要する両側外傷性血気胸等の傷害を負った。
Hは10月2日に静岡地方検察庁沼津支部により殺人未遂などの罪で起訴され、12月24日、静岡地方裁判所沼津支部（上田耕生裁判長）の論告求刑公判で、検察から懲役4年の求刑を受け、翌1993年（平成5年）2月4日、上田裁判長は「自己中心的な性格に起因した犯行で刑事責任は重いが、自首したことや示談が成立していることなどくむべき点もある」として、懲役2年6月の判決を言い渡した。

#### 脅迫事件
1994年（平成6年）8月、仮出所したHは、上京したり地元へ戻ったりしていたが、1995年（平成7年）9月ごろには再度上京して働いていた。そして1997年（平成9年）7月、交際していた女性Yが、Hの前科を知って離れようとしたことに憤激し、Yの首筋に包丁を押しつけて脅迫し、交際を迫った。そして1998年（平成10年）2月、暴力行為法（暴力行為等処罰ニ関スル法律）違反罪で、懲役1年2月の判決を受けた。
1999年（平成11年）3月、仮出所したHは、裾野市の実家に帰り、家業の蕎麦屋の手伝いをしていた中で、被害者のAと出会うこととなった。

## 被害者A
被害者の女子高生A（事件当時17歳／日本大学三島高等学校3年生）は、沼津駅から約1.5キロメートル離れた、沼津市大岡の住宅街に在住していた。両親と兄2人の5人家族で、自宅の敷地内の別棟には祖父母も在住していた。普段は自宅から自転車で7-8分の、事件現場となった駐輪場まで行き、沼津駅から三島駅まで電車に乗り、三島市内の日大三島高校まで通学していた。
性格は明るく朗らかで、思いやりがあり、家族や同級生などの誰からも好かれていた。中学時代はクラスをまとめるリーダー的存在で、ブラスバンドで活動し、ガールスカウトのリーダーも務めていた。高校生活でも青春を楽しむ一方、大学進学を目指して、進学クラスで勉学に励んでいた。英語が好きで、事件の数日前に提出した進路希望調査では、「英語を生かせる日本大学の国際関係学部で学びたい」と記入していた。将来の希望は税理士か歯科衛生士で、英語を生かした仕事にも就きたい、とも語っていた。

## 事件前の経緯

### 両者の交際
Hは、1999年（平成11年）6月下旬にA（当時高校2年生）と知り合い、7月上旬ごろから交際を始めて、急速に仲を深めた。Aが友人に話していたところによれば、沼津市内で遊んでいて知り合ったもので、繁華街で待ち伏せしていたHが、偶然を装って現れ、Aをナンパしたともされる。AはしばしばHのもとを訪れて宿泊し、Hに送られて登校することもあり、将来は結婚をしよう、との話をするまでになった。8月上旬ごろ、HはAに、かつて交際していた女性を包丁で刺し、殺人未遂罪で服役した前科を打ち明けたが、Aに「昔のことは昔のことで忘れて一緒に頑張っていこう」などと励まされたため、彼女にさらに傾倒するようになっていった。9月にAは妊娠し、10月上旬に中絶手術を受けたが、親密な関係はその後も依然として続いた。
一方でHは、父親に給料の増額を要求して断られたことから、家業の手伝いをやめ、飲食店や工場に務めるようになったが、いずれも長続きしなかった。給料の高い東京へ出て働くことも考えたが、Aと離れ離れになることから、その決心もつかずにいた。しかしその後、父親を保証人として5月に購入した普通乗用自動車を無断で売却したことで、父親との関係が悪化したことや、Aが東京の大学への進学の意向を漏らしたことから、11月下旬に「蕎麦打ちの修業に行く」として単身上京し、機材等の運搬会社で、運転手として働き始めた。
Hが上京してのちも親密な交際関係は続き、Aは数回に渡り、Hの住むアパートを訪れていた。しかし、Hは自分がいない間に彼女が他の男に好意を持つのではないかと不安を覚え、毎日のように、また日に何度もAの携帯電話へ電話を掛け、Aがどこで何をしているか聞き出そうとしたり、「他の男とは付き合わないでくれ。俺だけを見ていてくれ」「好きだ。結婚しよう」などと繰り返したりしたため、次第にAはHの執拗さに嫌気が差し、大学進学を希望しているにも拘わらず、すぐにでも結婚しようと言うHを疎ましく思い始めた。また、同級生の男性に好意を持つようになったことから、翌2000年（平成12年）3月7日ごろ、大学進学の準備に力を注ぐことや、好きな男性ができたことを理由に、Hへ別れ話を持ち出した。

### ストーカー行為へ
Aが持ち出した別れ話に対し、Hは電話のやり取りで「ぶっ殺すぞ」と答えた。そして、このようにして交際を断られてのちも、Hは納得することも諦めることもできず、ストーカー行為に及ぶようになった。
Hは、別れ話ののちも、Aへ毎日のように電話を掛け、その回数は一日で30回にも及ぶことがあった。そしてAに対し、「やり直したい」「考え直してくれ。このままじゃおれはだめになる」と訴えるのみならず、「別れたら殺す」などと、殺意をも仄めかしながら再交際を迫っていた。さらには仕事を休み、下校途中のAを待ち伏せるなどして、翻意を迫った。
しかしAは意を翻さず、同じ2000年3月下旬には携帯電話を替え、Hは通話することもできなくなった。自宅に電話をしてもまともに話を聞いてもらえず、HはAのことが気になって仕事が手につかなくなり、3月10日ごろには退職し、4月上旬ごろには実家に戻った。また、Aとの再交際が叶わない状況から、酒に溺れる生活を送るようになった。
実家へ戻ってのちも、Hは何度もAの家へ電話を掛け、4月6日には裾野市内の生花店で、Aが好きだと言っていたコチョウランの豪華な鉢植えを購入し、「東京では暮らしていけない。とりあえず花を贈ります」とのカードを添えて、Aの自宅への配送を依頼した。同日、Aの自宅へ届いたこのコチョウランにより、初めてAの家族はHの存在を知った。Aの祖母は、高価なプレゼントに驚いて心配し、電話帳でHの家を突き止め、家族（Aの叔母）とともにHの自宅である蕎麦屋を訪ねている。そして、Hの年齢が27歳であると聞いて驚き、Hの父親に対し、「頂いたコチョウランをお返ししたい。今後お花を送ったりしないように」「Aにはかかわらないで下さい」と申し入れている。
4月10日ごろ、Hは一度だけという約束でAと会い、以前にAからもらった手紙や、一緒に撮った写真を見せるなどして再考を迫ったが断られ、その後は電話をしても、話を聞いてもらえずに切られるようになった。
Aは、Hからのストーカー行為について、友人に「『別れるなら殺す』という脅しの電話がかかってきて困っている」などと話していたほか、4月中旬には、「すごく短気でキレると怖い」「結婚すると大学に行けないと思い、心の重荷になっている」と友人に打ち明け、桶川ストーカー殺人事件を例に出して、Hへの強い恐怖感を語っていた。そのため、友人はAへ、母親と話し合って警察に相談するよう忠告している。Aは、事件前日の4月18日には「あしたこそ、警察に相談に行く」と話していた。

## 殺人事件

### 事件現場

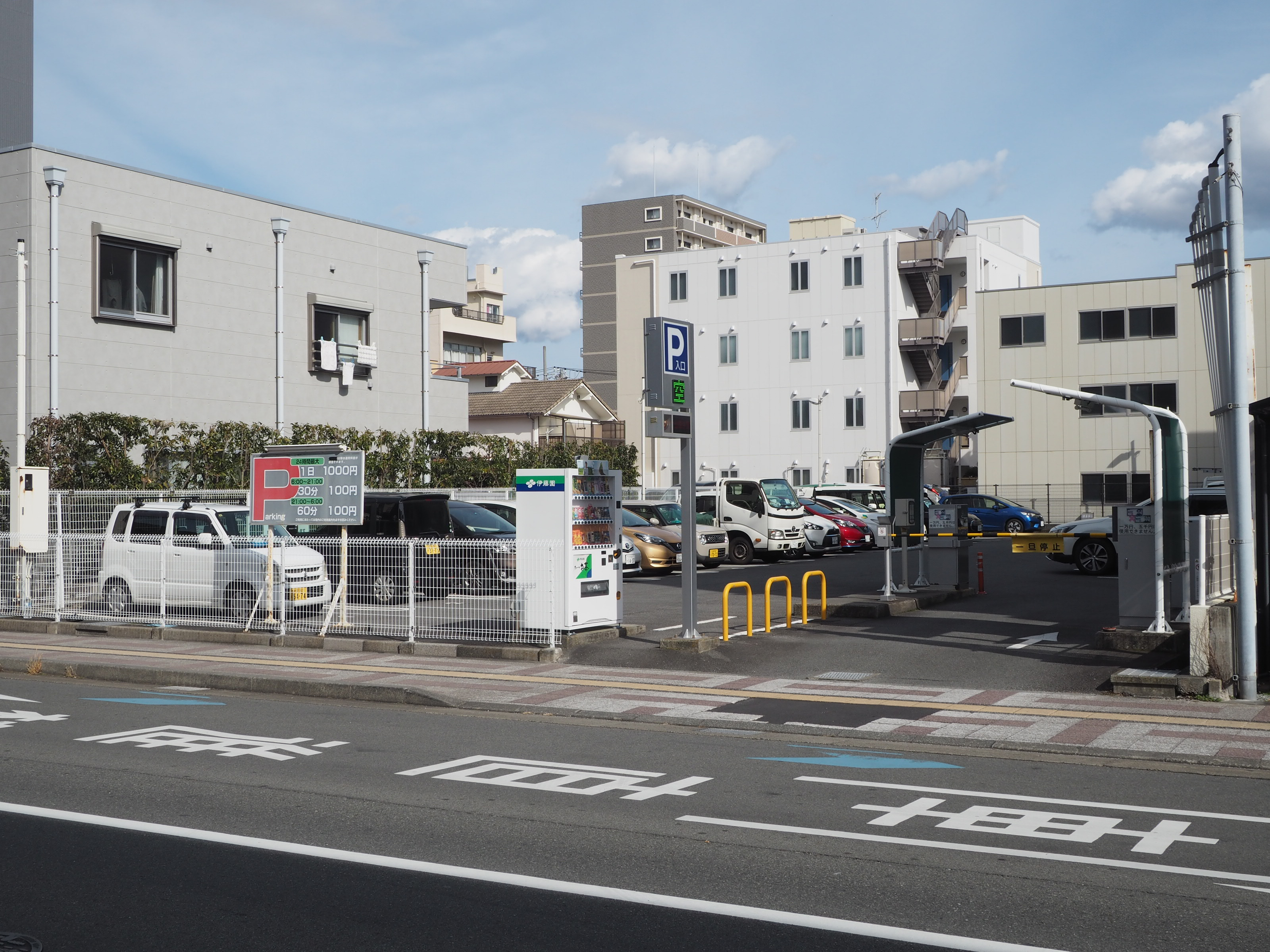
事件現場となった駐輪場跡地の入口（2025年2月）。現在は平面駐車場となっている。

犯行現場となった「沼津駅北口第2自転車駐車場」（沼津市高島町10）は、東海旅客鉄道（JR東海）東海道線沼津駅北口から北東に約100メートル離れた場所に所在した、2階建ての立体駐車場だった。床面積は約1,000平方メートル、収容台数は838台（自転車約800台、バイク40台収納）で、利用者の7割以上は学生だった。24時間開放されており、シルバー人材センターから派遣された男性管理人が、6時30分-11時30分および、15時30分-17時30分の時間帯、自転車の整理や誘導を行っていた。
立地は予備校、銀行、飲食店などに囲まれた繁華街の一角で、通学通勤時間帯には800人余りの利用者の往来があった。一方で、周囲を建物に囲まれているほか、1階・2階ともに窓は曇りガラスが使用されており、昼間でも光が射し込みにくく、内部は薄暗かった。出入口は東西に細長い建物のうち、1階西側に2ヶ所があるのみで、奥のほうの様子は窺いにくい建物でもあった。また、防犯カメラも設置されていなかった。1階には天井に20ワットの蛍光灯が20本取り付けられていたが、昼間に点灯されているのは半分のみだった。暗さに関しては事件以前にも利用者から指摘があり、1998年（平成10年）3月には、1階の蛍光灯を6本増やしていた。
2024年（令和6年）時点では、同駐車場は近隣（米山町1の1）へと移転しており、事件現場である旧駐輪場の跡地は、「ぬまづ北口24パーキング」となっている。

### Aを殺害
犯行の5-6日前、Hは包丁でAを脅して交際を迫ることを思いつき、犯行前夜には「対応によっては突き刺したり切りつけたりすることもやむなし」と考えるに至った。
2000年（平成12年）4月19日（事件当日）の朝、Hは実家から凶器となった出刃包丁（刃渡り約16.9 cm）を持ち出し、母親名義の軽自動車で家を出て、タオルで巻いた包丁をズボンの間に挟み、これをジャンパーで覆い隠して、事件現場となった沼津駅近くの駐輪場の近くに車を停め、登校途中のAを待ち伏せた。前述の通り、HはAとの再交際が叶わないことから酒に溺れるようになっていたが、この日も、朝から自宅や公園、Aを待つ車内から犯行後の自首まで、酒を飲み続けていた。
7時50分ごろ、Aは事件現場から約1キロメートル離れた、沼津市大岡の自宅を自転車で出発した。Aが自転車でやってきたのを確認すると、Hは車を降り、Aの後を追って駐輪場へ入った。そして、話を聞いてくれるようにAへ頼んだが、Aが応じようとせず、無視して歩き出したため、自転車を置いたAの手をつかみ、駐輪場の奥へ引き入れた。そして包丁を突きつけ、「何で話を聞いてくれないんだ。子供まで出来た仲じゃないか」などと言って詰め寄った。これにAが「誰の子か分からないよ。出会わなければ良かった」と答えたため、Hは憤激して、殺意をもって、包丁でAの顔面、頸部、左胸部、左大腿部内側等を多数回突き刺すなどして、Aを心臓刺切による失血のため死亡させ、もって殺害した。
8時5分ごろ、駐輪場の係員が、入口から最も離れた1階東側奥のコンクリートの上に、仰向けで倒れているAを発見し、「駐輪場一階で、女性が血を流して倒れている」と119番通報した。Aは8時50分、市内の病院で死亡が確認された。死因は失血死だった。
Aの倒れていた場所は、入口から約30メートルの奥にあり、上下2段のラックに収められて並ぶ自転車の陰になっているほか、照明も少なく薄暗いため、入口からは全く見えない死角となっていた。Aの自転車はこの現場から2-3メートル入口側の鍵を掛けて収納されており、胸や脇腹の刺傷のほか、手にも傷があったことから、争いながら奥へと追い詰められていったものとみられた。通勤通学時間帯で多くの人通りがあったとみられるが、事件の目撃者はなかった。
静岡県警察捜査一課および沼津警察署は、殺人事件とみて捜査を開始。沼津署では「沼津駅北口自転車駐車場における女子高校生殺人事件捜査本部」を設置し、捜査員100人体制で現場周辺の聞き込みなど、交友関係を中心に捜査を進めることとした。同日中には、Aの交友関係からHが割り出され、逮捕状の請求とともに、Hが以前在住していた東京都や神奈川県に捜査員を派遣している。H特定の決め手は、Aの友人らから、AがHから脅されていたとの情報を得たことや、駐輪場でHを目撃した高校生が写真を見て本人と確認したことなどだった。

### 逃走と自首
犯行後、Hは駐輪場を走り去り、軽自動車で現場から離れ、国道246号を経由して（御殿場方面）、以前に在住していた神奈川県へと逃走した。246号線を走行中には、第三者を装い、「駐輪場で人が倒れている」と携帯電話で119番通報していた。
同日夕刻、Hは裾野市の自宅に電話をかけ、父親に「沼津で殺人事件を犯した」と告白したため、父親は自首を強く勧めた。また友人とも10回ほど電話で話しており、友人からも自首を勧められている。19時ごろにはAの自宅へ、Hとみられる男が「ごめんなさい、ごめんなさい」と繰り返す電話を掛けているが、応対したAの父親へ、名乗ることはしなかった。
同日20時50分ごろ、Hは軽自動車で、藤沢市片瀬海岸の片瀬江の島交番へ出頭し、「沼津で人を殺した。出頭したい。刃物は車の中にある」と述べて自首した。藤沢警察署へ任意同行され、運転免許証で本人確認を受けた上で、逮捕された。車内からは血の付いた凶器の出刃包丁のほか、Aの手紙や、2人の写った写真アルバムも発見された。
19日中に、浜松医科大学で行われた司法解剖で、Aの死因は心臓を刺されたことによる失血死と判明した。傷は30ヶ所以上に及び、致命傷は深さ10センチメートルに及ぶ、心臓を貫通する傷害だった。また、Hは左胸部や頸部などの枢要部のみならず、顔面や大腿部内側なども突き刺しており、判決では「同女を殺害しようとしただけではなく、同女に強い恐怖感や屈辱感を与えることをも意図していたことが窺われ、犯情は極めて悪質である」と認定されている。
沼津警察署は、20日に本格的なHの取り調べを始め、21日午後にはHの身柄を、静岡地方検察庁沼津支部に送致している。5月11日、静岡地方検察庁沼津支部は、Hを殺人罪と銃刀法違反で、静岡地方裁判所沼津支部に起訴した。

## 刑事裁判

### 第一審
2000年（平成12年）6月22日、静岡地方裁判所沼津支部（増山宏裁判長）で、被告人Hの初公判が開かれた。傍聴券の抽選会場には、開廷2時間前から傍聴希望者が列を作り、27枚の傍聴券に124人の希望者が集まった。同日の罪状認否で、被告人HはAを刺したことは認めた一方、「気持ちの中で殺意があったかなかったかと言われても、言えないと思う」と述べ、婉曲な言い回しで殺意を否定した。弁護側は「明確な殺意は認められない」として、傷害致死罪の適用を求めた。
9月28日に開かれた第3回公判では、Aの両親の証人尋問が行われ、父親は「三十数か所も刺した被告人に殺意を持っている。死刑にしてもらいたい」、母親も「自分がしたことと同じことを受けるべき。Aを返してほしい」と述べた。
10月26日に開かれた第4回公判では、被告人質問が行われ、Hは自身が署名押印した6通の検察調書について、細かな点で相違があったものの、自責の念から受け入れたものであるとし、「（細かい部分で）調書が自分の話と食い違う点があった」「真実をありのままに申し上げないままでは、本当の意味の反省、償いにつながらない」として、調書の任意性を争う姿勢を示した。検察側はこれに対し、調書の任意性は問題ないと述べた。
11月16日に開かれた第5回公判では、被告人Hへの弁護側の質問が行われ、HはAとの交際に関する質問に答え、Aに前科を打ち明けて励まされた際、「前科を聞いてこう言ってくれる女性は一人としていなかった。うれしかった」とし、結婚などについても語り合うようになったと述べた。また、「暴力を振るうなどして交際を強要したことはなかった」とした。
2001年（平成13年）1月11日に開かれた第6回公判では、前回に続いてHへの質問が予定されていたが、Hは拘置所生活の苦痛を理由に、審理続行を拒否した。Hは、自身が収容されている静岡刑務所沼津拘置支所における、監視カメラによる24時間体制での監視や、毎朝の室内総点検などを苦痛の理由として挙げ、「精神的に支離滅裂」「拘置所生活は精神、肉体的に苦痛があり事件のことを考えられず、まともな証言はできない。改善されるまで中断してほしい」と申し立てた。検察側は「拘置方法には問題ないと考える。（この日の）供述を聞く限り、まともな思考ができ、判断能力はある」とし、増山裁判長は、「拘置所には規則があり、思い通りにはならない。重大事件の審理を止めておくなんてできるわけないでしょう」などとHを諭したが、質問の再開はできなかった。
審理は結局、予定通りに続行され、2月1日に第7回公判が開かれた。弁護人の質問に対し、HはAとの別れ話について「今は人の気持ちが変わるのは仕方ないと思えるが、当時は彼女を引き留めるのに精一杯だった」と述べたほか、待ち伏せなどのストーカー行為について、「ありません」と否定した。
3月1日に開かれた第8回公判では、Hは事件当日の行動について述べたが、刺した行為は記憶にないとし、改めて殺意を否認した。Hは、犯行前後に脅してでも話をしたいと考え、当日朝に漠然と包丁を持ち出し、立ち寄った裾野市内の公園で包丁を使うことを思い立ったとし、包丁を取り出して言葉を交わしたことは記憶しているが、どこをどう刺したかは覚えておらず、「その場を立ち去る前、Aさんのつま先にぼう然と立っていたような記憶はある」と述べた。そして、逮捕直後の調べで「あの状況で殺すつもりがないのは通らない」と捜査員に言われ、殺意があったような調書が最終的に作られた、と主張した。
事件から1年となる4月19日、第9回公判が開かれ、検察側の被告人質問が行われた。Hは改めて殺意を否認し、検察調書について「混乱している状態で説明を強要され、言われるままに答えてしまった」と述べた。そして検察側から、記憶がはっきりしないのになぜ殺意がなかったと断言できるのか、と質問されると「質問の意味が分からない」などと答えた。
5月31日に開かれた第10回公判では、検察側が1992年の殺人未遂事件と本事件とのHの対応の違いを問い、追及した。検察は、包丁で刺すという行為も行為の記憶がないとしている点も共通しているが、前回の事件の公判では殺意も行為も認めていたとし、「今回は認めないのはなぜか。刑を軽くしたい気持ちがあるのか」と質問した。これに対しHは、「正直、判決がだいぶ怖いです」と答えた。
10月4日に開かれた第13回公判では、弁護側が、犯行時のHの記憶と殺意の有無を争い、事件前の常習的飲酒が記憶に与えた影響について、Hの犯行時の精神状況を鑑定するように求めた。弁護側は、Hが多量の酒を飲んで犯行に及び、「殺意があったかどうかなど、犯行時のことは明確に覚えていない」と供述していることから、飲酒がHの行動や判断に及ぼした影響や、飲酒によって記憶の欠落が起きるのかなどを、鑑定するように求めた。
しかし、11月22日に開かれた第14回公判では、静岡地裁沼津支部が、弁護側の精神鑑定の申請を却下した。これに対し、国選弁護人の田中薫は、「これ以上弁護人として職責を果たせない」「責任を持って弁護することは出来ない」などとする上申書を読み上げて、沼津支部へ自身の解任を求め、退廷した。これにより休廷となり、沼津支部は被告人Hに解任の意思がないことを確認した上で、次回公判（12月25日）までに田中を説得することを決めた。
12月21日、静岡地裁沼津支部は田中の解任を決定し、沼津弁護士会に新たな国選弁護人の推薦を依頼。これに伴い、12月25日に予定されていた公判は翌2002年2月28日に延期されることとなっている。新たな国選弁護人は12月25日、服部金吉に決定した。
2002年（平成14年）2月15日朝、Hは収容先の静岡刑務所沼津拘置支所で、自殺を図って意識不明となり、病院へ搬送されたが、命に別状はなかった。服用を認められていた睡眠薬を貯め、まとめて飲んだもので、6時ごろに夜勤職員がHの異変に気付いた。Hは入所当初から医師の治療を受け、定期的に睡眠剤と精神安定剤を服用しており、他の被告人よりも不眠を訴えて薬を取り寄せる機会が多かった。独居房内には、家族や被害者に宛てた遺書も用意されていた。
自殺未遂事件の影響で公判はさらに延期され、弁護人が交代して初となる第15回公判（高橋祥子裁判長）が開かれたのは、7月18日だった。弁護側はこの公判で、Hの性格と犯行当時の責任能力についての鑑定を請求したが、検察側は不必要とする意見書を提出した。
11月21日に開かれた第16回公判で、静岡地裁沼津支部は、弁護側の鑑定請求を採用。責任能力の鑑定は却下した一方、犯行の原因となった生育歴・心理状態・粗暴性などの鑑定を認めた。
このため、精神鑑定を経て、翌2003年（平成15年）10月2日、約8ヶ月ぶりに審理が再開され、第19回公判が開かれた。本公判では、鑑定を担当した埼玉県の北所沢病院の作田明が出廷し、Hについて「身近な人間やかけがえのない相手を攻撃する傾向がある」「自分にとって苦痛な出来事は覚えておらず、女子高生を刺したことも思い出せない」とし、解離性健忘であると判断した。そして、犯行当時のHに責任能力があったことを認めた上で、ストーカーによく見られる境界性人格障害があり、対人関係が極めて不安定で、突然本人の観念が現実から飛躍することがあると認定。「思春期から障害が生じ始め、今後同じような犯行を繰り返すかもしれない」と証言した。また人格障害が生じた要因として、Hが受けていた姉からの虐待を挙げている。静岡地裁は、この鑑定結果を証拠として採用した。
11月7日に開かれた第20回公判では、Hは被告人質問で「『出会わなければ良かった』と言われたのが記憶の最後。刺したことも覚えていない」「包丁で脅そうとしただけで殺すつもりはなかった」と改めて殺意を否認し、前年2月14日の自殺未遂については「自殺をして償いたいのと、昔に戻りたかった両方の気持ちがあった」と述べた。
12月9日、論告求刑公判が開かれ、検察側は被告人Hに死刑を求刑した。論告で検察側は、「思い通りに行かない自分の恋愛感情を一方的に押し付け、不満を爆発させたいわゆるストーカー殺人事件」と陳述し、「復縁を迫ろうと自宅から包丁を用意していた時点で殺意があった」「被害者から拒絶されたことで、より一層明確な殺意を抱いた」とした。そして、過去にも交際していた女性への殺害未遂事件で実刑判決を受けていることから、「残虐な行為をためらわない人格が形成されている」「更生の機会を生かすことなく、猟奇的かつ非人間的な人格を極限まで悪化させていった。矯正の余地はない」と述べた。
一方で弁護側は弁論で、Hは刺した記憶を有していないとし、「刃物の所持が殺害計画を意味している訳ではない」と改めて主張し、「境界性人格障害に根差した犯行で、死刑は妥当ではない」と述べた。
2004年（平成16年）1月29日に判決公判が開かれ、静岡地裁沼津支部（高橋祥子裁判長）は、被告人Hに無期懲役を言い渡した。判決理由では、Hが曖昧に述べていた殺意について、包丁で顔や胸などを力加減することなく刺し続けていたことから、確定的殺意を認め、「恋愛感情を押し付けた逆恨みで、確定的殺意に基づく残虐で凄惨な犯行。ストーカー行為の恐怖を世に知らしめた事件のひとつであり、刑事責任は重大」と述べ、以前にも同様の事件を起こしていることから「矯正教育により犯罪性向を改めさせることは相当困難」とした。
一方で、Hが反省し謝罪していることや、計画性がないと判断したこと、精神鑑定で境界性人格障害が犯行に影響を与えたとの結果が出たことから、被告人のみを責めることは相当ではないとし、また「育った環境から人格障害があり、被告人のみを責めることはできない」「計画性は認められず、鑑定結果の境界性人格障害は量刑上考慮せざるをえない。矯正、治療の余地が残されている」とし、死刑を回避した。
傍聴席にいたAの父親は、判決文が読み終えられると足を踏み鳴らして立ち上がり、「軽すぎる！」と叫んだ。また、母親は取材に対し「極刑以外はまったく考えていなかった。裁判長は被告の言葉を全面的にうのみにしている。娘の人権はどこに行ってしまったのか。何度も丁寧に交際を断っている娘に落ち度はない」と述べている。

### 控訴審
2004年2月10日、静岡地方検察庁沼津支部は、一審の無期懲役判決を量刑不当として、東京地方裁判所へ控訴した。
2005年（平成17年）5月17日、東京高裁（田尾健二郎裁判長）で初公判が開かれ、検察側は控訴趣意書で「被害者が望んでいた大学進学の未来を奪った事件の性質は悪質。再犯の可能性も高い」とし、無期懲役ではなく死刑が妥当と主張した。一方、弁護側は答弁書で「遺族に謝罪の手紙を出すなど反省している」として、控訴棄却を求めた。また閉廷後、Hは遺族に深く一礼し、その場で土下座している。
12月22日、東京高等裁判所（田尾健二郎裁判長、池田修裁判長代読）で控訴審判決公判があり、東京高裁は一審の無期懲役判決を支持し、死刑を求めた検察側の控訴を棄却した。判決理由では、「原審では否認する供述に終始するなど、真に反省しているのか疑われるような態度」であると指摘し、「その境界性人格障害は難治性で、薬物療法や精神療法を施しても治るとは限らず、今後被告人が非常に信頼でき、お互い安心できる関係の人が現れれば良くなる可能性はあるが、良くならない可能性もあり、被告人が本件と同じような状況に置かれた場合、本件と同様の行動を取る可能性は否定できないと判定されており、被告人の再犯可能性もかなり高いということができる」としつつも、被害者AとHは親密な関係を数ヶ月続けた仲であり、見ず知らずの者に一方的に好意を寄せて付きまとい殺害したわけではないこと、犯行が計画的とまでは言えないこと、犯行半日後に出頭していることなどを挙げ、「被告人の刑責は極めて重大で、被害者の無念、遺族の心情を思うと、誠に忍びないものがあるが、『長期間の身柄拘束と労働を科して罪を償わせるのが相当である』として、被告人を無期懲役に処した原判決の刑が、軽すぎて不当であるとまではいえない」と結論した。
Aの父親は主文を聞き終えると、裁判長に一礼して退廷し、「腹が立って聞いていられなかった」「被告は、1人しか殺さなければ死刑にならないと、わかっていたのではないか。法廷で薄ら笑いしているように、私には見えた」と語っている。
その後、上告期限である2006年（平成18年）1月5日までに検察側が上告しなかったため、Hの無期懲役が確定した。

## 民事裁判
Aの遺族は、本事件の公判記録の閲覧を望んでいたが、法制度上困難であったところ、2000年（平成12年）11月1日に犯罪被害者保護法（犯罪被害者等の権利利益の保護を図るための刑事手続に付随する措置に関する法律）が施行されたことから、Hらへの損害賠償請求訴訟などを前提に、11月22日までに、同法に基づく公判記録の閲覧を、静岡地裁沼津支部へ申請した。同法に基づく公判記録の閲覧申請は、静岡地裁管内では初の例だった。申請は11月30日までに許可された。
2002年（平成14年）2月22日までに、Aの両親は慰謝料や逸失利益など、約1億1,500万円の損害賠償を求め、Hとその父親を静岡地裁沼津支部へ提訴した。両親は、Hの責任について「理不尽にも故意に殺傷された」と、Hの父親の責任について「以前から復縁を迫り、ストーカー行為を繰り返していたことを認識していながら、凶行を回避する注意義務を怠った・凶器となった包丁をむき出しの状態で神棚に放置していて、包丁の管理に怠慢があった・犯行に使われた出刃包丁をH被告が事件前に持ち出したことを知り、本人に一度は問いただしたものの、その後放置したなどの注意義務違反がある」と主張した。
3月20日に、第1回口頭弁論が静岡地裁沼津支部（高橋祥子裁判長）で開かれ、Hとその父親は「交際の事実を知りながら何の処置も取らなかった、（被害者の）両親にも過失がある」などとして過失相殺を主張する答弁書を提出し、請求棄却を求め、争う方針を示した。
ただし、2004年（平成16年）1月には、Hが原告側の請求を全て認め、請求を認諾したため、Hに関する審理は終結し、賠償義務が確定した。
6月2日、静岡地裁沼津支部（永井崇志裁判長）は、「父親はH被告が事件を起こすことを予見できたとは認めがたい」として、Hの父親に対する請求を棄却する判決を下した。判決では、「親であるという理由だけで責任を負うものではない」が、「（子が）成年に達しても、結果の発生が防止できた高度のがい然性があると認められる特段の事情がある場合には、（親は）責任を負う」と判断し、その上で「危険を予見しうる状況にあったと、一応認めることが出来る」が、「発生を防止し得たと認めるのは困難」と判断を下している。

## 影響

### 静岡県内での影響
Aが在籍していた日本大学三島高等学校へは、事件当日の11時過ぎごろにAの母親から死亡を伝える連絡があり、午後に校長が校内放送で、Aが事件に巻き込まれ何者かに刺殺された旨を、生徒に伝えた。泣き出す女子生徒もいるなど、生徒らに与えた衝撃は大きく、午後の授業は中止となっている。翌20日には校長は、8時30分から約3分間の校内放送で、「心の動揺があるかもしれませんが、平静さを取り戻して頑張ってほしい」と呼び掛けている。
沼津市長の斎藤衛は、事件翌日の4月20日、暗さが指摘されていた事件現場の駐輪場の管理見直しを表明し、同日午後には1階の蛍光灯20本のうち、12本が従来の20ワットのものから、40ワットの蛍光灯に交換された。さらに今後、残り8本と2階の蛍光灯も同様に交換し、取り外した蛍光灯を利用して照明の増設を行うこと、防犯カメラも早期に設置する予定も示された。そのほか、出入口前で視界を遮っていたツゲの植え込みも、短く刈り込まれている。
静岡県知事の石川嘉延も、4月24日の記者会見で、ストーカー行為を重大な犯罪に繋がるものとして位置づけ、県警が進める県迷惑防止条例の改正などへ、全面的に協力することを確約した。そして、相談専門員の配置など相談機能の強化・県警や県教委などの相談窓口を持つ組織間の連携強化・地域における防犯意識高揚と防犯活動強化の再研究の3項目を挙げて、関係部局に研究するよう指示を出したことを明らかにするとともに、早期に導入できるものはするとした。
また、2000年9月28日の第三回公判までには、Aの友人の母親らが進めた厳密捜査と公正判決を求める署名運動により、3万人を超える署名が集まった。

### ストーカーを巡る社会状況
本事件が発生した当時、ストーカー行為が凶悪事件に発生する案件が相次いでおり、1999年6月には千葉県市川市で、女性会社員（当時27歳）に交際を断られた男（当時29歳）が、ストーカーを繰り返した末に、合鍵でアパートに侵入しナイフで刺殺する事件が、同年10月には埼玉県桶川市で、女子大学生（21歳）が元交際相手の実兄らに桶川駅前で刺殺される事件（桶川ストーカー殺人事件）が発生しており、本事件の5日前の4月14日にも滋賀県で、かつて交際していた女性の車に乗り込んだ男（当時26歳）が、「逆らったら殺す」などと脅して、女性を車内に13時間に渡って監禁したとして、逮捕されている。
本事件は、上記の桶川ストーカー殺人事件などを受けて、ストーカー規制法が成立する1ヶ月前の事件であったため、社会に衝撃を与え、同法の成立を加速させる契機となった。また、同事件を受け、静岡県内では29の警察署に生活安全相談所が開設され、全国で初めて、ストーカー対策の専門相談員が署に配置されるなど、ストーカー対策が進められた。
『読売新聞』は事件直後（4月21日）の社説「ストーカーの悲劇繰り返すな」にて、「また理不尽なストーカー殺人が繰り返された」と本事件を取り上げている。そして一連の事件の要因について、「今の若者は子供のころから大勢で遊んだ経験がなく、周りと円滑な人間関係を結ぶのが苦手だとの指摘がある。京都の小学生殺人、新潟の女性監禁事件の被告のように思春期に社会に背を向ける『閉じこもり』の増加も言われている」「日本人に伝統的な恥の文化の衰退を嘆く声もある。彼らは、その気のない相手につきまとう恥ずかしさとは無縁だ」と分析した上で、被害者に具体的な危害が及ぶのを防ぐには、前段階でその芽を摘み取るのが大事であるとし、「それには、ストーカー行為を明確に『犯罪』とする法制の整備が不可欠だ」とし、さらに「被害者が早めに駆け込める相談窓口とそれを受けて警察など関係機関が迅速に対応するシステムの整備が重要だ。そして何よりも大事なのは、社会が一致してストーカーを見逃さないことだ」と提言している。